# Lobau
Die Lobau ist ein nördlich der Donau und großteils innerhalb, teilweise aber auch östlich Wiens gelegener Teil des Auengebietes der Donau, das sich am linken Donauufer zwischen Wien und der Mündung der March (Grenze zur Slowakei) erstreckt. Sie ist rund 22 Quadratkilometer  groß und wird von der Magistratsabteilung 49 – Forstamt und Landwirtschaftsbetrieb der Stadt Wien verwaltet und betreut.
Der Teil innerhalb Wiens gehört verwaltungstechnisch dem 22. Gemeindebezirk Donaustadt an, grundbuchmäßig besteht er aus den Katastralgemeinden Landjägermeisteramt und Kaiserebersdorf Herrschaft (bis auf den äußersten nordwestlichen Rand, der zu Aspern gehört). Der kleinere Teil außerhalb Wiens gehört zu Groß-Enzersdorf.

## Landschaftsgeschichte

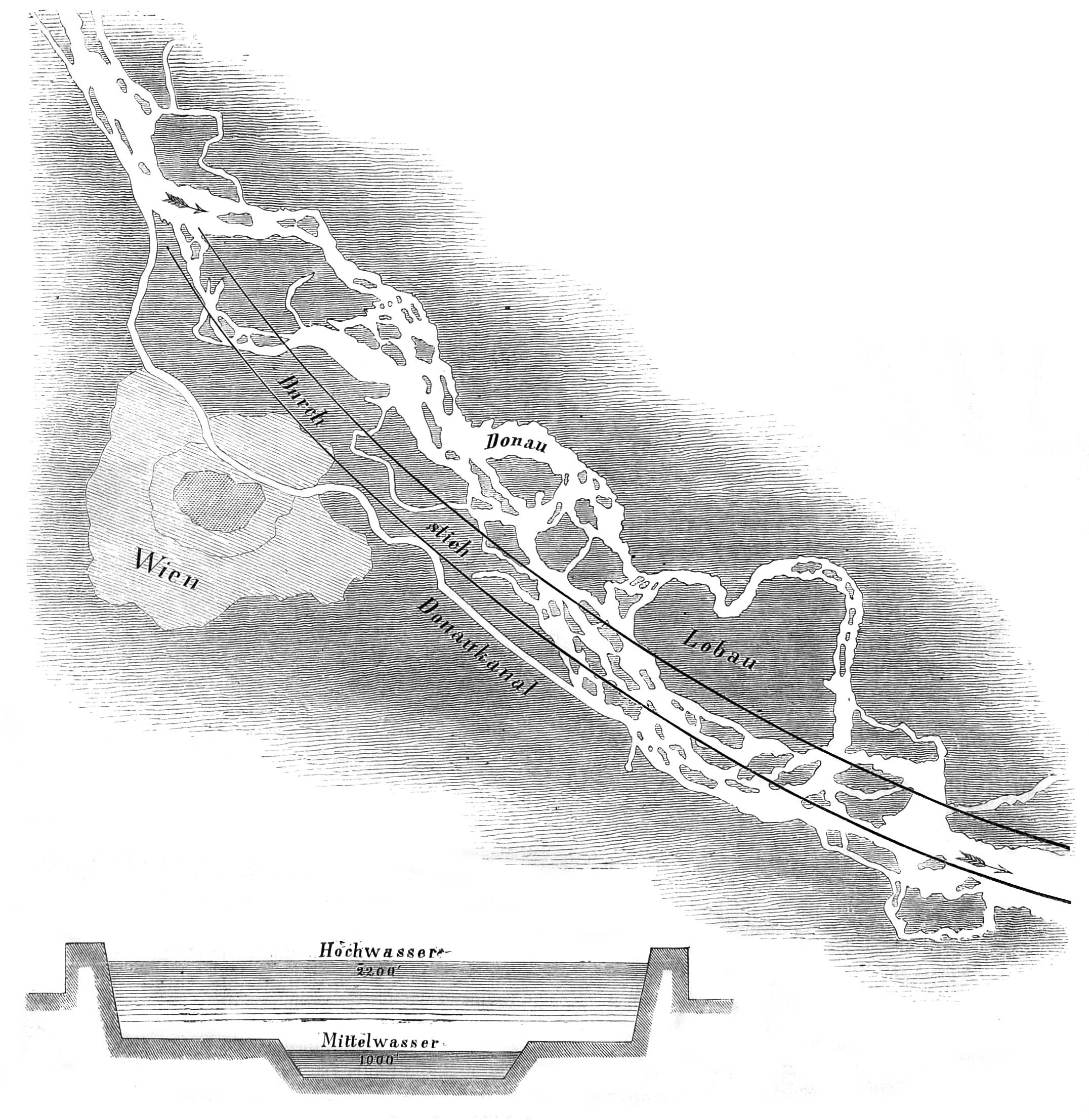
Plan des Donaudurchstichs, Die Gartenlaube 1870

### Vor der Donauregulierung
Von Nordwesten kommend, erreicht die Donau bei der Wiener Pforte (zwischen Leopoldsberg im Westen und Bisamberg im Osten) das heutige Wiener Stadtgebiet. Vor der 1875 fertiggestellten Donauregulierung mäanderte der Strom von hier bis zur Hainburger Pforte an der östlichen Grenze Österreichs durch das flache Marchfeld. Entstandene Flussauen erhielten durch Hochwässer mit Überschwemmungen immer wieder neue Gestalt, Flussarme bildeten sich und versandeten wieder, der „Stromstrich“ nahm neue Wege. Für die Ufergegenden der Donau wurden die Augebiete in zwei Gruppen eingeteilt: harte Auen für Festlandsauen sowie Haufen (beispielsweise in Biberhaufenweg) für die dem Strom ausgesetzten Gebiete.

### Nach der Donauregulierung

Das Aufnahmeblatt der Landesaufnahme mit Stand 1873 zeigt die Eingriffe in die Lobau im Rahmen der Donauregulierung

Die Regulierung beseitigte einen beträchtlichen Teil der bis dahin bestehenden Donauarme und Augebiete im Wiener Raum: Die Altarme am südlichen, stadtseitigen Ufer des neuen Hauptstromes wurden fast zur Gänze zugeschüttet und verbaut. Am nördlichen, der Stadt abgewandten Stromufer war der Siedlungsdruck wesentlich geringer oder gar nicht vorhanden. Daher konnte hier die Lobau – mit Altarmen als stehenden Gewässern, durch den Hubertusdamm vom Strom getrennt – als Jagd-, Forst- und Landwirtschaftsgebiet, später auch als Naherholungsgebiet bestehen bleiben.

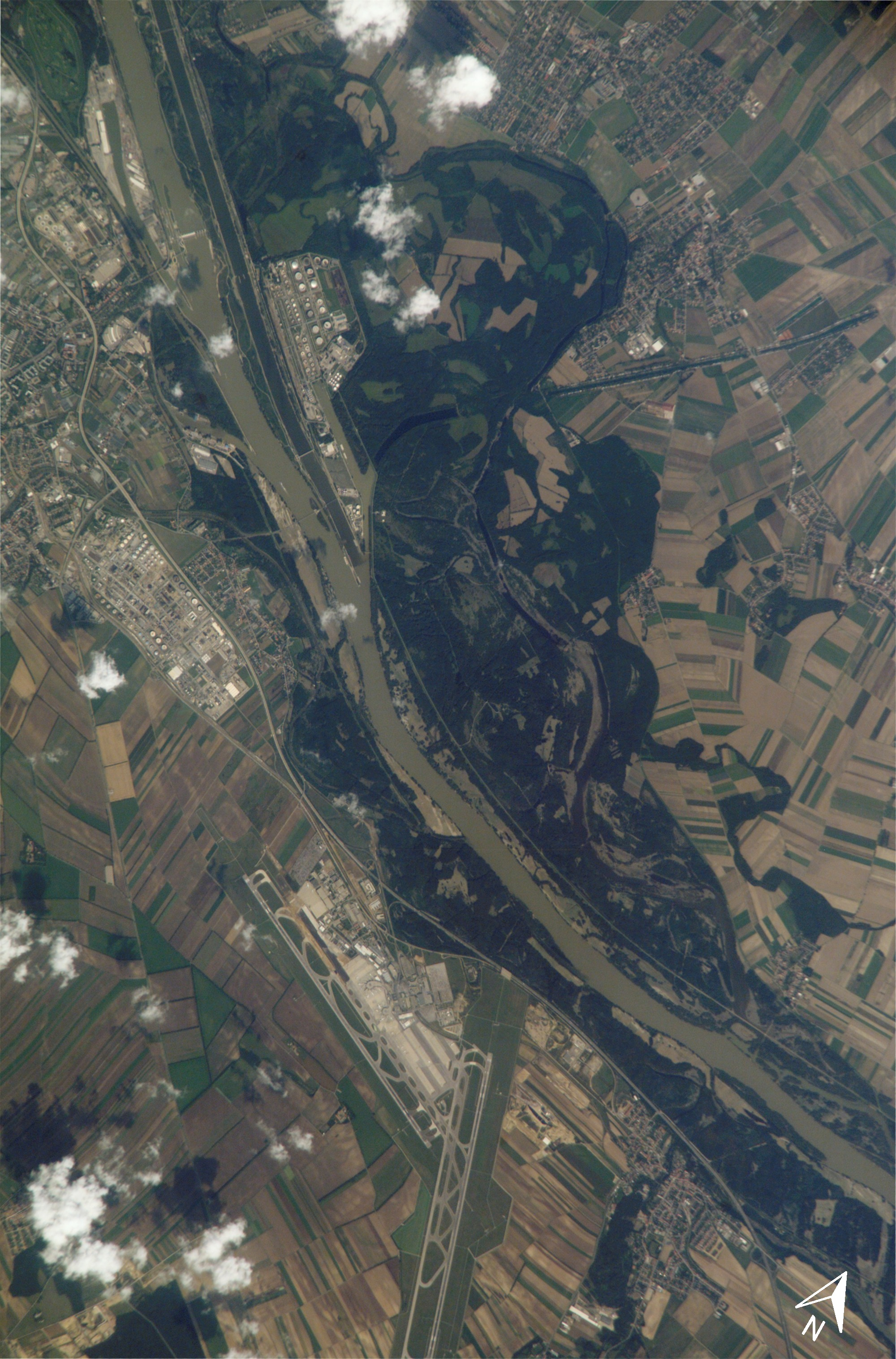
Satellitenbild der Lobau, Kartenausrichtung siehe Nordpfeil. Die Lobau ist das große, dunkelgrüne Areal am linken Donauufer, der von der Donau abzweigende und am Rande des westlichen Teils der Lobau gelegene Ölhafen ist links von der Bildmitte erkennbar.

Im 19. Jahrhundert war die Lobau Jagdrevier des kaiserlichen Hofes; Kronprinz Rudolf jagte häufig hier. Am 2. September 1903 unternahm Kaiser Franz Joseph I. mit König Eduard VII. von Großbritannien, der auf Staatsbesuch in Wien war, einen Jagdausflug in die Lobau. Die beiden Monarchen schossen je einen Zehnender.
1905 wurde die Lobau zum Schutzgebiet erklärt, 1918 schenkte Kaiser Karl I. die heutige Obere Lobau der Stadt Wien.
Unweit des Lobauhofs im Zentrum der Lobau findet sich ein 1921 errichtetes, 1975 restauriertes Gedenkkreuz für den Stadtschutzwachmann Heinrich Deml, der am 11. April 1920 an dieser Stelle ermordet wurde. Deml hatte im Morgengrauen eine Bande gestellt, die in Wittau Schweine, Wein und Kartoffeln gestohlen hatte; als er sein Gewehr zog, hatten die Diebe ihm in den Kopf geschossen. Die Täter konnten zwei Jahre später gefasst und verurteilt werden.
Am 23. Mai 1927 versammelten sich vor dem Wiener Rathaus etwa 300 Mitglieder des Vereins „Kolonien in der Heimat“, um in die Lobau abzumarschieren, wo ihnen die Gemeinde Wien ein Kolonisationsgebiet zugewiesen hatte.
Arbeitslose bewirtschafteten eigens angelegte Ackerflächen, anfangs zur Selbstversorgung, später, um 1929 in Einzelfällen, zum Absatz von Produkten auf dem Wiener Markt.

### Eingriffe in die Landschaft
Ein Donau-Oder-Kanal durch die Lobau existiert als Projekt seit 1719. Konkrete Planungen gab es um 1900 unter der Regierung Koerber, der Baubeginn erfolgte allerdings erst zur NS-Zeit (1939). Bis zum Abbruch der Arbeiten waren 4,2 Kilometer schiffbarer Kanal entstanden; an der Abzweigung von der Donau wurde der Ölhafen Lobau mit einer Raffinerie der Ostmärkische Mineralölwerke GmbH sowie ein Großtanklager der WiFo angelegt. Der Kanaltorso teilt seither die Lobau in die Obere und die Untere Lobau; diese wurde 1919 in das Eigentum der Republik Österreich übernommen und ist bis heute wesentlich naturbelassener erhalten als die Obere. Bei den Arbeiten für den Ölhafen und den Kanal während der NS-Zeit wurden Zwangsarbeiter (vorwiegend sowjetische Kriegsgefangene und Juden) eingesetzt, die in ihrem Lager den Luftangriffen ohne Schutzvorrichtungen, die dem Wachpersonal vorbehalten waren, ausgeliefert waren.
Der Ölhafen ist heute ein insgesamt etwa 1,7 km langes, parallel donauaufwärts führendes Gewässer. Der Donau-Oder-Kanal zweigt in dessen Mitte mit einer etwa 1 km langen Rechtskurve nach Nordosten ab und ist hier durch eine Landbrücke unterbrochen. Nach 1 km Unterbrechung durch Land folgen – schon außerhalb der Lobau – zwei Teilstücke sehr geradlinigen Kanals mit 2,4 bzw. 1,4 km Länge, unterbrochen von 100 m Land über das eine Straße quert.
Kleine Gebiete wurden auch für Übungen des Bundesheeres benützt (seit der Widmung als Nationalpark sind die Übungen eingestellt). Außerdem wurde hier das Grundwasserwerk Lobau, das die Stadt Wien zusätzlich zu der I. und II. Wiener Hochquellenwasserleitung in Spitzenzeiten mit Trinkwasser versorgen kann, errichtet.

### Naturschutz

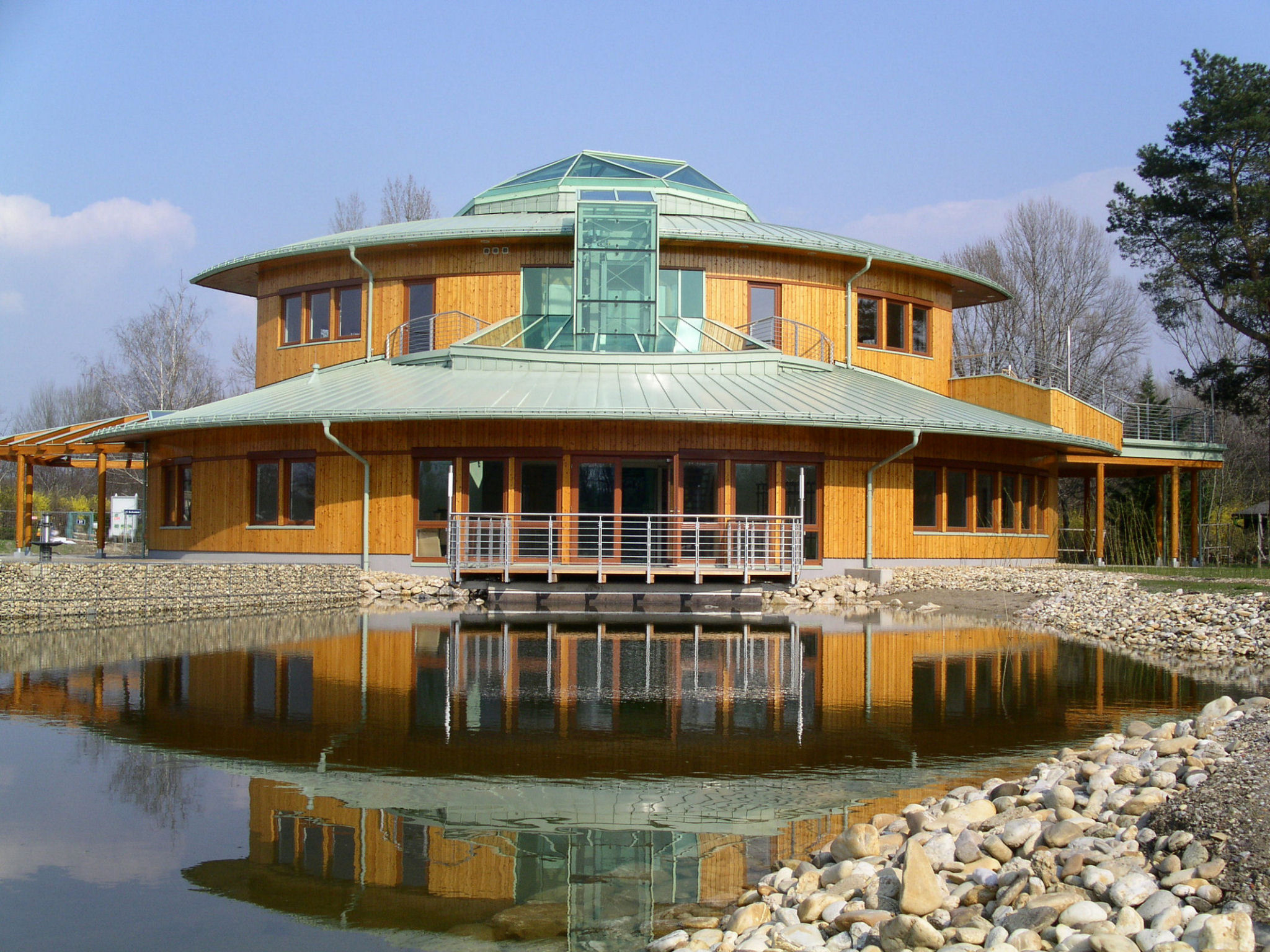
Nationalparkhaus der Lobau

In der Lobau befinden sich wichtige Rückzugsgebiete von vom Aussterben bedrohten Tier- und Pflanzenarten. Sie war daher von 1977 bis 2016, nicht zuletzt auf Betreiben des Limnologen Heinz Löffler, von der UNESCO als Biosphärenreservat/Biosphärenpark (Untere) Lobau (AUS03), im Ausmaß von 1.037 Hektar anerkannt.
Da das Gebiet nicht vollständig auf die Sevilla-Strategie umgestellt werden konnte und ausschließlich aus einer Kernzone bestand, mit 75 % Naturzone und 25 % Naturzone mit Managementmaßnahmen, hat Österreich das Gebiet 2016 aus dem Weltnetz der UNESCO abgemeldet.
Seit 1978 ist, teilweise überlappend mit dem früheren Biosphärenpark, ein Naturschutzgebiet Lobau (32/1978, 2.088 ha)
und stadteinwärts anschließend ein Landschaftsschutzgebiet (Obere) Lobau (32/1978, 461 ha) ausgewiesen,
das Naturschutzgebiet umfasst über 1⁄5 der Bezirksfläche, zusammen stehen 1⁄4 der Donaustadt hier unter Schutz. Das Landschaftsschutzgebiet umfasst die Gebiete bis Aspern und den A23-Knoten Kaisermühlen.
1983 wurde auch 915 ha nach der Ramsar-Konvention für Feuchtgebiete, das Ramsargebiet Untere Lobau (Nr. 273), ausgewiesen, vom alten Donau-Oder-Kanal gegen den Stadtrand hin.
Seit 1996 ist das Naturschutzgebiet Lobau Teil des Nationalparks Donau-Auen (NP 1996), seit 2004 auch Europaschutzgebiet (Wiener Teil: FFH-Gebiet/GGB und Europäisches Vogelschutzgebiet/BSG, AT1301000, 2.258 ha).
Der Nationalpark setzt sich donauabwärts in Niederösterreich fort, dort schließen auch die Europaschutzgebiete Donau-Auen östlich von Wien (FFH AT1204000, BSG AT1204V00) an, die sich bis an die österreichisch-slowakische Grenze erstrecken. Darin direkt anliegend befindet sich das Naturschutzgebiet Lobau–Schüttelau–Schönauer Haufen (NSG 20). Donauabwärts setzen sich weitere Schutzgebiete fort, bei Hainburg mündet mit den March-Thaya-Auen ein weiterer bedeutender ökologischer Korridor (gemeinsam mit dem Landschaftsschutzgebiet Donau–March–Thaya-Auen, LSG 20). Zusammen mit dem dort liegenden Ramsar-Gebiet Donau–March-Auen (Nr. 2732), und dem anschließenden Ramsar-Gebiet Moravské luhy in der Slowakei (Nr. 604) und dem Ramsar-Gebiet Mokrady dolního Podyjí in Tschechien (Nr. 635) bildet die Lobau das trilaterale grenzübergreifende Ramsargebiet (TRS) Auen im Zusammenfluss von March, Thaya und Donau.
Über die Parndorfer Platte besteht auch eine – wenn auch unterbrochene – Anbindung an das Neusiedlersee-Gebiet. Der Kontakt zu den Biotopkomplexen Tullnerfelder Donau-Auen und Wienerwald westlich Wiens ist durch die Stadt naturgemäß unterbrochen, das wurde aber durch das Entlastungsgerinne und die Donauinsel (Wiener Donauregulierung der 1970er/80er) in einem gewissen Maß entschärft.

## Die Lobau als Naherholungsgebiet

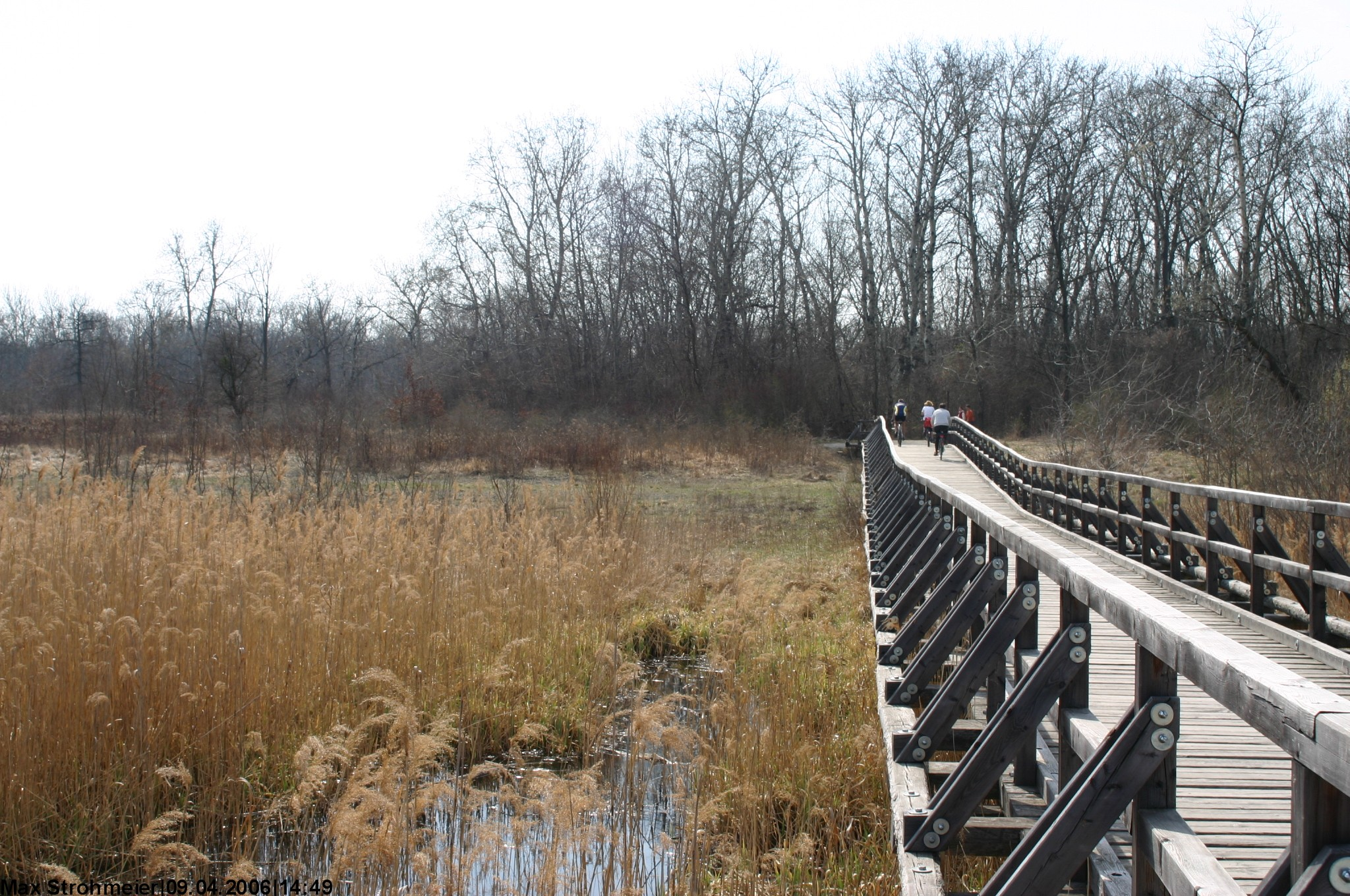
Erholungsgebiet Lobau Josefsteg

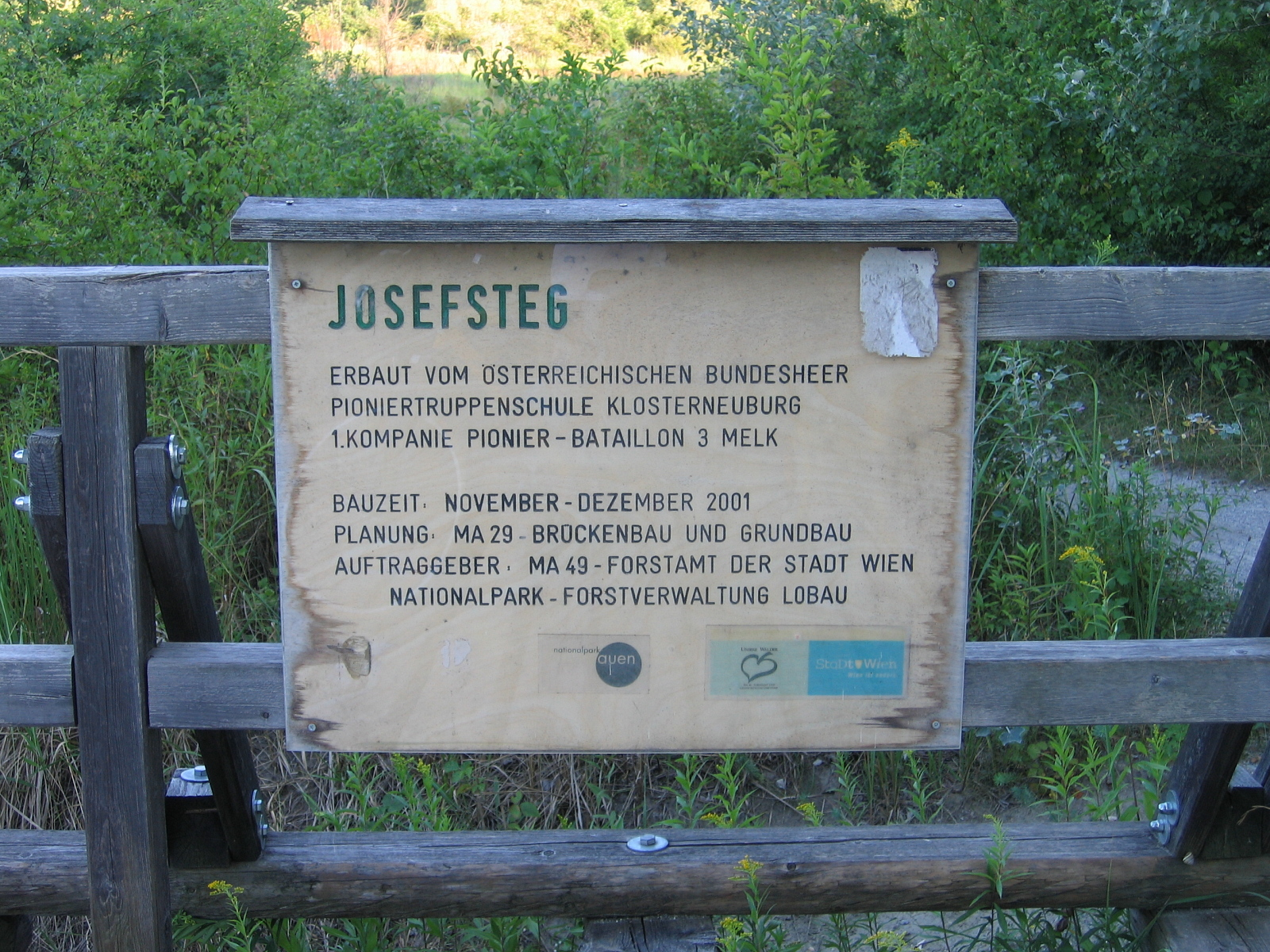
Gründung des Josefsteges

Nach dem Ersten Weltkrieg wurde die Lobau als Naherholungsgebiet beliebt. Man konnte mit der (1922 eröffneten und 1970 eingestellten) Straßenbahnlinie 317 (Kagran – Groß-Enzersdorf) anreisen und hier ausgedehnte Wanderungen unternehmen und Badetage verbringen, ohne auf viele Menschen zu stoßen. 1927 schrieb Alois Klampferer-Eckhardt unter Mitwirkung von Fritz Löhner-Beda (Text) und Heinrich Strecker (Musik) das bald populäre Wienerlied Drunt' in der Lobau, das 1939, kurz nach Beginn des Zweiten Weltkriegs, Titelmelodie des Films Drunt' in der Lobau hab' ich ein Mädel geküsst (Regie: Hubert Marischka) wurde:
Drunt' in der Lobau, wenn ich das Platzerl nur wüßt,
Drunt' in der Lobau hab ich ein Mädel geküßt;
Ihre Äugerln war'n so blau
Als wie die Veigerln in der Au
Auf dem wunderlieben Platzerl in der Lobau!
An Altarmen in der Lobau etablierte die Freikörperkultur, erlaubt oder nicht, in den 1920er Jahren ihre bis heute bestehenden Treffpunkte.
Bei der zweiten Wiener Donauregulierung in den 1970er Jahren entstanden neue Naherholungsgebiete: die Neue Donau und die Donauinsel. Sie gehören nicht zur Lobau, grenzen jedoch an diese an, so dass, vor allem im Südteil der Insel, die Nutzungen sehr ähnlich ausfallen wie in der benachbarten Lobau. Das hat nicht zuletzt mit den dort üblichen ungezwungenen und freizügigen FKK-Badesitten zu tun.
Für das Nationalparkgebiet wurde ein Naturlehrpfad Obere Lobau eingerichtet, der vom Nationalparkeingang Saltenstraße (15 Minuten Fußweg von der Linie 93A-Haltestelle Danzergasse) zum Nationalparkeingang Dechantweg (fünf Minuten von 92B Raffineriestraße/Biberhaufenweg) führt.
Die Lobau ist durch zahlreiche Wanderwege erschlossen, unter anderem durch den Weitwanderweg Ostösterreichischer Grenzlandweg und die Europäischen Fernwanderwege E4 und E8.

## Die Schlachten bei Aspern und bei Wagram

Charles Meynier: Napoleons Rückkehr auf die Insel Lobau am 23. Mai 1809

Am 21. und 22. Mai 1809 war die Lobau Schauplatz der Schlacht bei Aspern. Um die österreichischen Truppen, die sich nördlich der Donau befanden, zu stellen, befahl Napoléon seiner Armee, die Donau im Bereich der Lobau von Kaiserebersdorf her zu übersetzen. Der Übergang seiner Armee über die nicht regulierte, Hochwasser führende Donau war eine sehr mühsame Operation, da mehrere breite Stromarme zu überqueren waren und keine Brücke bestand.
Die Schlacht bei Aspern war die erste, die Napoleon nicht gewann. Die Kampfhandlungen fanden nördlich der Lobau auf freiem Feld und teilweise auch in den Ortschaften (besonders in Aspern und in Eßling) statt. Nach der Schlacht zog sich Napoleon mit seinen Truppen in die Lobau, die damals eine Insel zwischen den Donauarmen bildete, zurück und schlug hier für einige Wochen sein Hauptquartier auf. In der Nacht zum 5. Juli 1809 ließ Bertrand mehrere Brücken errichten, über die Napoleon innerhalb weniger Stunden 150.000 Mann auf das linke Donauufer brachte, die österreichische Armee sofort angriff und in der Schlacht bei Wagram schlug.
Noch heute erinnern die Napoleonstraße und Denkmäler, z. B. bei Napoleons Hauptquartier (bei der Panozzalacke), Napoleons Pulvermagazin, der Franzosenfriedhof, der Übergang der Franzosen (südlich von Groß-Enzersdorf) sowie der Asperner Löwe an die Schlacht bei Aspern. An der Rückseite des Rathauses in Paris erinnert die Rue de Lobau daran; der folgenden siegreichen Schlacht ist die auf den Triumphbogen zulaufende Avenue de Wagram gewidmet.

## Der geplante Lobautunnel
Im Gespräch ist die Lobau seit Jahren wegen der Wiener Außenring Schnellstraße S 1, eines Teiles des Autobahnringes um Wien. Die südlich der Donau bereits bestehende S 1 soll – mit einem Tunnel unter der Lobau – nach Norden verlängert werden.
Der geplante Lobautunnel ist umstritten. Umweltorganisationen und Bürgerinitiativen kritisieren das Projekt wegen der damit verbundenen Belastung des Nationalparks Donau-Auen und der angrenzenden Gemeinden. Der Tunnel würde als Teil der TEN-Strecke Nr. 25 stark frequentiert werden (bis zu 60.000 Fahrzeuge pro Tag). Die Tunnelentlüftung müsste über zwei Abluftbauwerke geschehen, die – insbesondere wenn sie ohne weitere Filterung blieben – das Naturschutzgebiet sowie die angrenzenden Gemeinden zu belasten drohen. 2006 haben Umweltaktivisten sechs Wochen in der Lobau campiert, um gegen den Tunnel zu protestieren. Die Aktion wurde nach einem Abkommen mit der Stadt Wien beendet.